# Xeresa
Xeresa é um município da Espanha na província de Valência, Comunidade Valenciana. Tem 16,9 km² de área e em 2021 tinha 2 256 habitantes (densidade: 133,5 hab./km²).

## Demografia
| Variação demográfica do município entre 1991 e 2004 | Variação demográfica do município entre 1991 e 2004 | Variação demográfica do município entre 1991 e 2004 | Variação demográfica do município entre 1991 e 2004 |
| --------------------------------------------------- | --------------------------------------------------- | --------------------------------------------------- | --------------------------------------------------- |
| 1991                                                | 1996                                                | 2001                                                | 2004                                                |
| 2003                                                | 1880                                                | 1882                                                | 1958                                                |